# しょうぼうじどうしゃじぷた
『しょうぼうじどうしゃじぷた』は、渡辺茂男作・山本忠敬絵による、日本の絵本。初出は1963年10月に刊行された『こどものとも』第91号。1966年には、福音館書店から「こどものとも傑作集」の1冊として、単行本絵本が発刊された。2004年にはジェイリーン・モーリーとスーザン・ハウレットによって英訳され、「Jeeper the Fire Engine」のタイトルでアールアイシー出版から発刊されている。子供から圧倒的な人気を得ている絵本である。

## あらすじ
ある町の消防署にじぷたという消防車がいた。古いジープを改良したじぷたは働き者だが小さいので、出動するのはボヤのときだけである。町の子どもたちは、火事のたびに大活躍する梯子車ののっぽくんや高圧車のぱんぷくんや救急車のいちもくさんたちばかり注目して、小さいじぷたには見向きもしなかった。じぷたは“自分だって高層建築物火災への対応は出来る”と思い込んでいるが、当然ながら出動命令は自分には出ない。
そんなある日、消防長査閲を受けている最中に隣村の山小屋で火事が発生し、駐在所から119番通報。じぷたが出動することになった（ぱんぷくんは狭い山道を走れない、のっぽくんの梯子で山の中腹まで届くわけもない、負傷者の連絡もないのでいちもくさんはまだ必要ない）。じぷたは狭い山道を平気で走り抜けて駆けつけ、火事を消し止め山火事への発展を食い止めた(火事の原因は煙草の吸い殻から)。この大活躍をきっかけに、じぷたは見直されることになる。

## 作品解説

### 作品研究

#### 物語
しっかりとした状況設定のもと、単純でわかりやすいストーリーが展開されている。この手法を、渡辺は「昔話から自然に教えられた起承転結の手法」の影響だと分析している。けなげに働く自動車がそれぞれの仕事をやりとげるという納得のいく結末まで、子供にとっては非常に身近でリアルな事件としてとらえられている。
また、登場するすべての乗り物が、それぞれの特徴を生かして巧みに擬人化されている。「名まえがきまると個性がはっきりしてくる」と語る渡辺は、これらの乗り物がやりとりする声を情景として思い浮かべるたびに言葉として表し、物語にまとめた。渡辺は物語を作るうえで、常に「幼い自分」が「他人の幼い分身と交叉すること」が助けになるとも語っており、主人公のじぷたは「ひ弱で体がとても小さく、いつでも他人に後れを取っていた幼い自分の分身」であり、他の乗り物は「強くたくましかった遊び友だちの分身」だと分析している。

#### 挿画
消防署の日常や消防手の活躍や、街や山の火事場の風景も簡潔にリアルに描かれているが、ヘッドライトを眼球にしたそれぞれの車もまた、黄土色の背景の中で表情を持って楽しく描かれている。画面いっぱいに登場するこれらの車は、スピード感にあふれていて、子供をとらえて離さないと評価される。

### 作品背景
作品完成までに2年3か月をかけたが、『心に緑の種をまく -絵本のたのしみ』によると、執筆のきっかけは、福音館書店の松居直に「のりものを主人公にした絵本の物語」を書いて欲しいと頼まれたことだという。渡辺はその際に「消防自動車がいい」と返答した記憶があるとしているが、それは昭和初期の静岡市の駒形通にあった消防署の消防車を飽きずに眺めていた、自身の子供時代の記憶がよみがえったものだろうと分析している。
それ以来、消防署の前を通るごとに消防自動車を観察したり、図書館で大人向け子ども向けを問わずに消防自動車に関する本を調べたり、消防署や消防自動車の製造工場へ見学に行って取材を行ったりした。そして、その成果を踏まえて原稿にまとめたものの、子供が楽しむ物語としてはほど遠い出来栄えだったという。
しばらく消防自動車のことを考えないようにしているうちに年が明け、正月の年賀行事として明治神宮外苑で出初め式が行われることを知り、取材を再開させるつもりで見物に行く。華やかなデモンストレーションに感嘆する中で、ジープを改造したものと思われる小さな消防自動車を会場の隅で目にする。それを見たときに「半年以上たっても書けなかった物語の主人公が、そのとき私のなかに入りました」と語っている。さらに帰宅途中で、デモンストレーションで活躍していた様々な車から「のっぽくん」「ぱんぷくん」「いちもくさん」の名前を思いつき、家に戻ってから、当時は乳児であった長男の名前と「ジープ」を合わせて「じぷた」の名前を思いついたという。
このようにして出来上がった物語に挿画が加わるのだが、かつては演劇青年であった山本は、出来上がった物語を再三朗読して、登場人物の性格や出来事を体で理解した上で心に浮かぶ絵をデッサンし、場面ごとの絵を完成させて絵本として仕上げたと、後年、渡辺に語っている。

## 現実世界でのじぷた
現実世界において「じぷた」を再現する試みが行われており、2015年6月17日から千葉県の「ファームリゾート鶏卵牧場 消防自動車博物館」に廃車になった消防車を改造した「じぷた」が展示された。但し、絵本の「じぷた」は右ハンドルだが展示車両は左ハンドルとなっている。
大津市消防局に配備されていたダイハツ・タフトの消防車は「じぷた号」と呼ばれて親しまれていた。2016年の引退後は大津市北消防署の玄関で保存されている。